# Крамер, Даниэль
Даниэль Крамер (нем. Daniel Cramer; 20 января 1568, Реч — 5 октября 1637, Щецин) — лютеранский богослов и писатель.
Профессор Виттенбергского университета, автор «Pommersche Kirchenhistorie» (Франкф.-на-Майне, 1614, на латинском и немецком языках) и двух комедий на латинском языке: «Areteugenia» (1592) и «Plagium» (1593).